# 넥타이핀

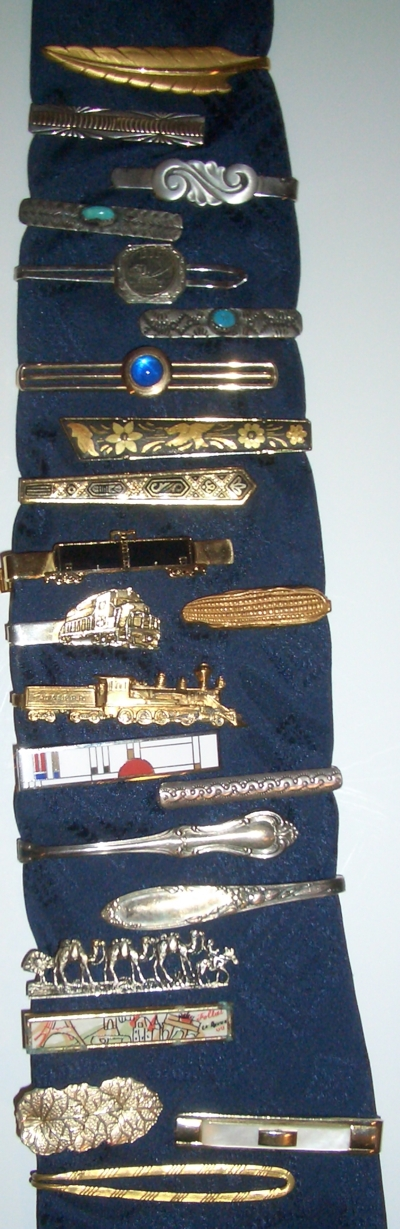
넥타이핀의 종류

넥타이핀(necktie pin)은 넥타이를 셔츠에 고정하기 위한 장신구이다.

## 개요
넥타이는 쉽게 흔들릴 수 있기 때문에 넥타이핀이 만들어졌다. 오늘날 넥타이가 두꺼워져서 실용성은 다소 줄어들어서 액세서리 역할로 만들어지고 있다. 넥타이를 찌르는 유형 외에 끼우는 방식도 있으며, 여러 방식이 있다.